# 500 miles d'Indianapolis 2006

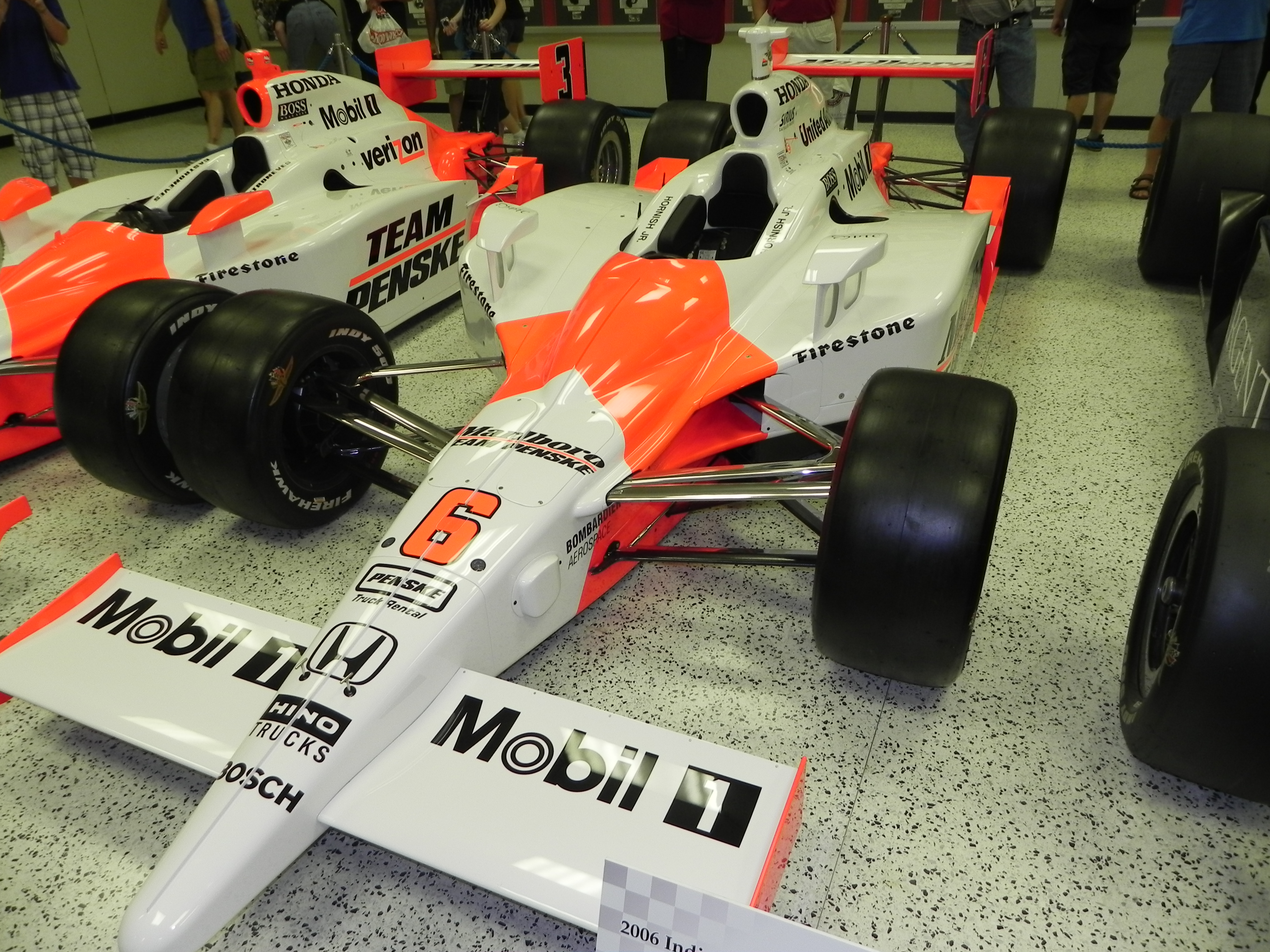
La Dallara-Honda de Sam Hornish Jr., victorieuse de l'édition 2006 des 500 miles d'Indianapolis.

Les 500 miles d'Indianapolis 2006, organisés le 28 mai 2006, ont été remportés par le pilote américain Sam Hornish Jr., sur une Dallara-Honda de l'écurie Penske Racing.

## Grille de départ
| Ligne | Intérieur         | Milieu            | Extérieur        |
| 1     | Sam Hornish Jr.   | Hélio Castroneves | Dan Wheldon      |
| 2     | Scott Dixon       | Tony Kanaan       | Vitor Meira      |
| 3     | Kosuke Matsuura   | Scott Sharp       | Marco Andretti   |
| 4     | Danica Patrick    | Tomas Scheckter   | Ed Carpenter     |
| 5     | Michael Andretti  | Buddy Rice        | Townsend Bell    |
| 6     | Bryan Herta       | Dario Franchitti  | Max Papis        |
| 7     | Eddie Cheever     | P. J. Chesson     | Felipe Giaffone  |
| 8     | Jeff Bucknum      | Larry Foyt        | Jaques Lazier    |
| 9     | Buddy Lazier      | Jeff Simmons (en) | Al Unser Jr.     |
| 10    | Roger Yasukawa    | Airton Daré       | Stéphan Grégoire |
| 11    | Arie Luyendyk Jr. | P. J. Jones       | Thiago Medeiros  |

La pole a été réalisée par Sam Hornish Jr. à une moyenne de 368,516 km/h sur 4 tours. Il s'agit également du chrono le plus rapide des qualifications.

## Classement final
| no | Pilote                | Voiture       | Équipe                       | Tours | Temps/Abandon        |
| 1  | Sam Hornish Jr.       | Dallara-Honda | Team Penske                  | 200   | 3 h 10 min 58 s 7590 |
| 2  | Marco Andretti (R)    | Dallara-Honda | Andretti Green Racing        | 200   | +0 s 0635            |
| 3  | Michael Andretti      | Dallara-Honda | Andretti Green Racing        | 200   | +1 s 0087            |
| 4  | Dan Wheldon           | Dallara-Honda | Chip Ganassi Racing          | 200   | +1 s 2692            |
| 5  | Tony Kanaan           | Dallara-Honda | Andretti Green Racing        | 200   | +1 s 6456            |
| 6  | Scott Dixon           | Dallara-Honda | Chip Ganassi Racing          | 200   | +3 s 0566            |
| 7  | Dario Franchitti      | Dallara-Honda | Andretti Green Racing        | 200   | +5 s 6249            |
| 8  | Danica Patrick        | Panoz-Honda   | Rahal Letterman Racing       | 200   | +5 s 7263            |
| 9  | Scott Sharp           | Dallara-Honda | Fernandez Racing             | 200   | +11 s 1252           |
| 10 | Vitor Meira           | Dallara-Honda | Panther Racing               | 200   | +17 s 9554           |
| 11 | Ed Carpenter          | Dallara-Honda | Vision Racing                | 199   |                      |
| 12 | Buddy Lazier          | Dallara-Honda | Dreyer & Reinbold Racing     | 199   |                      |
| 13 | Eddie Cheever         | Dallara-Honda | Team Cheever                 | 198   |                      |
| 14 | Max Papis             | Dallara-Honda | Team Cheever                 | 197   |                      |
| 15 | Kosuke Matsuura       | Dallara-Honda | Super Aguri Fernandez Racing | 196   |                      |
| 16 | Roger Yasukawa        | Panoz-Honda   | Playa Del Racing             | 194   |                      |
| 17 | Jaques Lazier         | Panoz-Honda   | Playa Del Racing             | 193   |                      |
| 18 | Airton Daré           | Panoz-Honda   | Sam Schmidt Motorsports      | 193   |                      |
| 19 | P. J. Jones           | Panoz-Honda   | Team Leader Motorsports      | 189   |                      |
| 20 | Bryan Herta           | Dallara-Honda | Andretti Green Racing        | 188   |                      |
| 21 | Felipe Giaffone       | Dallara-Honda | A. J. Foyt Enterprises       | 177   | accident             |
| 22 | Townsend Bell (R)     | Dallara-Honda | Vision Racing                | 161   | suspension           |
| 23 | Jeff Simmons (en)     | Panoz-Honda   | Rahal Letterman Racing       | 152   | accident             |
| 24 | Al Unser Jr.          | Dallara-Honda | Dreyer & Reinbold Racing     | 145   | accident             |
| 25 | Hélio Castroneves     | Dallara-Honda | Team Penske                  | 109   | accident             |
| 26 | Buddy Rice            | Panoz-Honda   | Rahal Letterman Racing       | 108   | accident             |
| 27 | Tomas Scheckter       | Dallara-Honda | Vision Racing                | 65    | accident             |
| 28 | Arie Luyendyk Jr. (R) | Panoz-Honda   | Luyendyk Racing              | 54    | tenue de route       |
| 29 | Stéphan Grégoire      | Panoz-Honda   | Team Leader Motorsports      | 49    | tenue de route       |
| 30 | Larry Foyt            | Dallara-Honda | A. J. Foyt Enterprises       | 43    | tenue de route       |
| 31 | Thiago Medeiros (R)   | Panoz-Honda   | PDM Racing                   | 24    | électricité          |
| 32 | Jeff Bucknum          | Dallara-Honda | Hemelgarn                    | 1     | accident             |
| 33 | P. J. Chesson (R)     | Dallara-Honda | Hemelgarn Racing             | 1     | accident             |

Un (R) indique que le pilote était éligible au trophée du "Rookie of the Year" (meilleur débutant de l'année), décerné à Marco Andretti. Après Mario Andretti en 1965, Michael Andretti en 1984 et Jeff Andretti en 1991, il devient le quatrième membre de la famille Andretti à recevoir cette récompense.

## Tours en tête
- Hélio Castroneves : 9 (1-10)
- Dan Wheldon : 148 (10-34 / 39-107 / 111-124 / 128-129 / 145-182)
- Sam Hornish Jr. : 19 (35-37 / 130-144 / 200)
- Tony Kanaan : 12 (38 / 183-193)
- Scott Dixon : 6 (108-110 / 125-127)
- Michael Andretti : 4 (194-197)
- Marco Andretti : 2 (198-199)

## Note
- L'écart final entre Sam Hornish Jr. et Marco Andretti (0.0635 secondes) est le deuxième plus petit écart de l'histoire entre un vainqueur de l'Indy 500 et son dauphin. Le record date de l'édition 1992 lorsque Al Unser Jr. et Scott Goodyear n'avaient été séparés que de 0,034 seconde sur la ligne.
- C'est également la première fois dans l'histoire de l'Indy 500 que le commandement de l'épreuve change dans le tout dernier tour (en l'occurrence à quelques centaines de mètres de la ligne d'arrivée).

## Sources
- (en) Résultats complets sur le site officiel de l'Indy 500